# Unity (album d'Avishai Cohen)
Pour les articles homonymes, voir Unity.
Albums de Avishai Cohen
Colors
(2000) Lyla
(2003)
Unity est un album d'Avishai Cohen paru en 2001.

## Liste des titres
1. Short Story
2. Vamp
3. Etude
4. Float
5. Island Man
6. Pause
7. Jazz Condo
8. Song for My Brother
9. Child Is Born
10. Yagla
11. To the Love